# Lanaye
Lanaye (en wallon Li Nåye, en néerlandais Ternaaien, en limbourgois Ternejje) est une section de la commune belge de Visé située en Région wallonne dans la province de Liège. (Code postal: 4600).
Lanaye se trouve sur la rive gauche de la Meuse, du Canal de Lanaye et du Canal Albert, à l'extrême nord de la province de Liège, à la frontière néerlandaise près de Maastricht et en face d'Eijsden. Entre Lanaye et la frontière terrestre avec les Pays-Bas se trouve le hameau de Petit-Lanaye, particulièrement reconnu pour ses écluses et l'importance qu'il occupait lors de l'ère précédant l'Union douanière .

## Évolution démographique
- Sources : INS, Rem. : 1831 jusqu'en 1970 = recensements, 1976 = nombre d'habitants au 31 décembre.

## Histoire

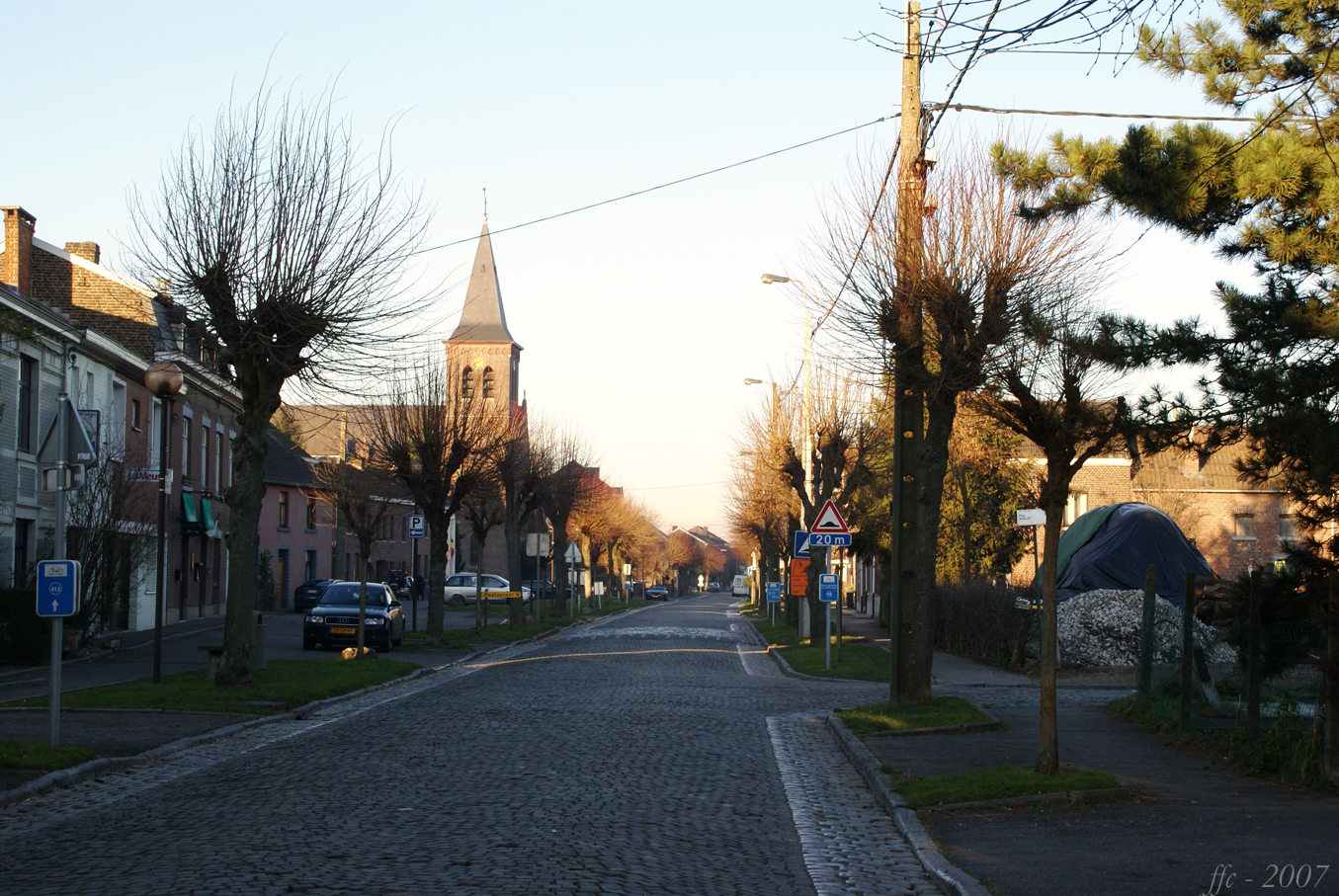
Rue du village de Lanaye

Lanaye était une commune à part entière avant la fusion des communes de 1977. Elle faisait partie de la province de Limbourg jusqu'en 1963.
Le village de Lanaye est intimement lié à sa réserve naturelle, celle de la Montagne Saint-Pierre. Dans l'ancienne maison communale se trouve d'ailleurs un musée consacré à cette dernière.
Depuis l'ouverture des premières écluses en 1936, l'ancienne commune est aussi connue pour le « bouchon de Lanaye », sur le Canal de Lanaye, la connexion entre le port de Liège et le port de Rotterdam, via le Canal Albert, la Meuse et le Canal Juliana aux Pays-Bas. L'histoire du bouchon de Lanaye apparaît comme une des luttes wallonnes dans la mesure où il a fallu trois décennies pour obtenir un accord entre les Pays-Bas et la Belgique pour que saute le bouchon qui empêche le passage des bateaux de grand gabarit. Les travaux de la nouvelle écluse ont commencé en 2011, et inaugurés en 2015.

## Patrimoine et culture

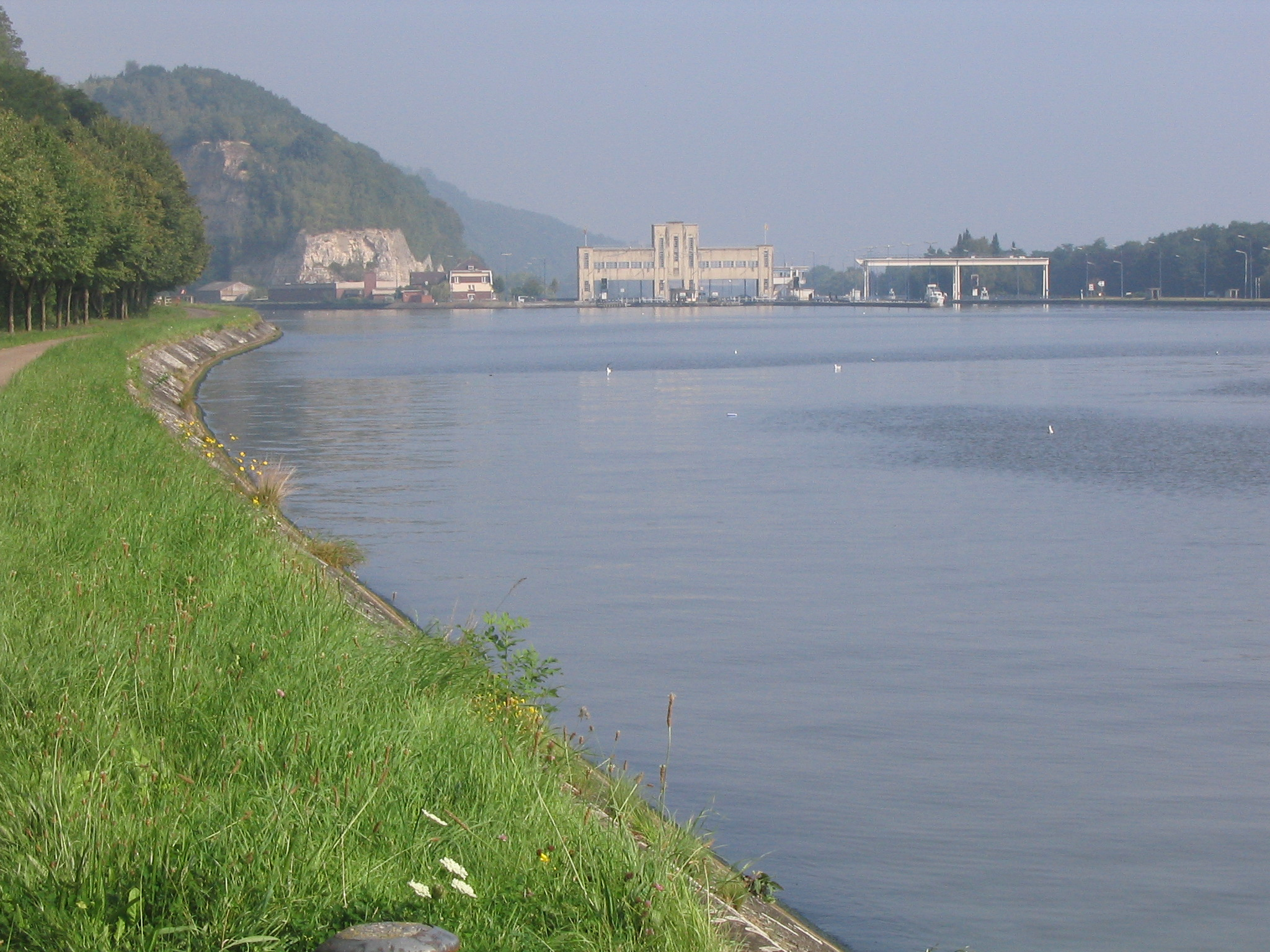
Montagne Saint-Pierre, Canal Albert et les Écluses de Lanaye.

### Patrimoine architectural et sites
- Réserve naturelle de la montagne Saint-Pierre.
- Écluses de Lanaye.